# Shen Zhou
Shen Zhou (în chineză: 沈周; n. 1427, Suzhou, Republica Populară Chineză – d. 1509), nume de curtoazie Qi'nan (启南) și Shitian (石田), a fost un pictor chinez din dinastia Ming.

## Viața

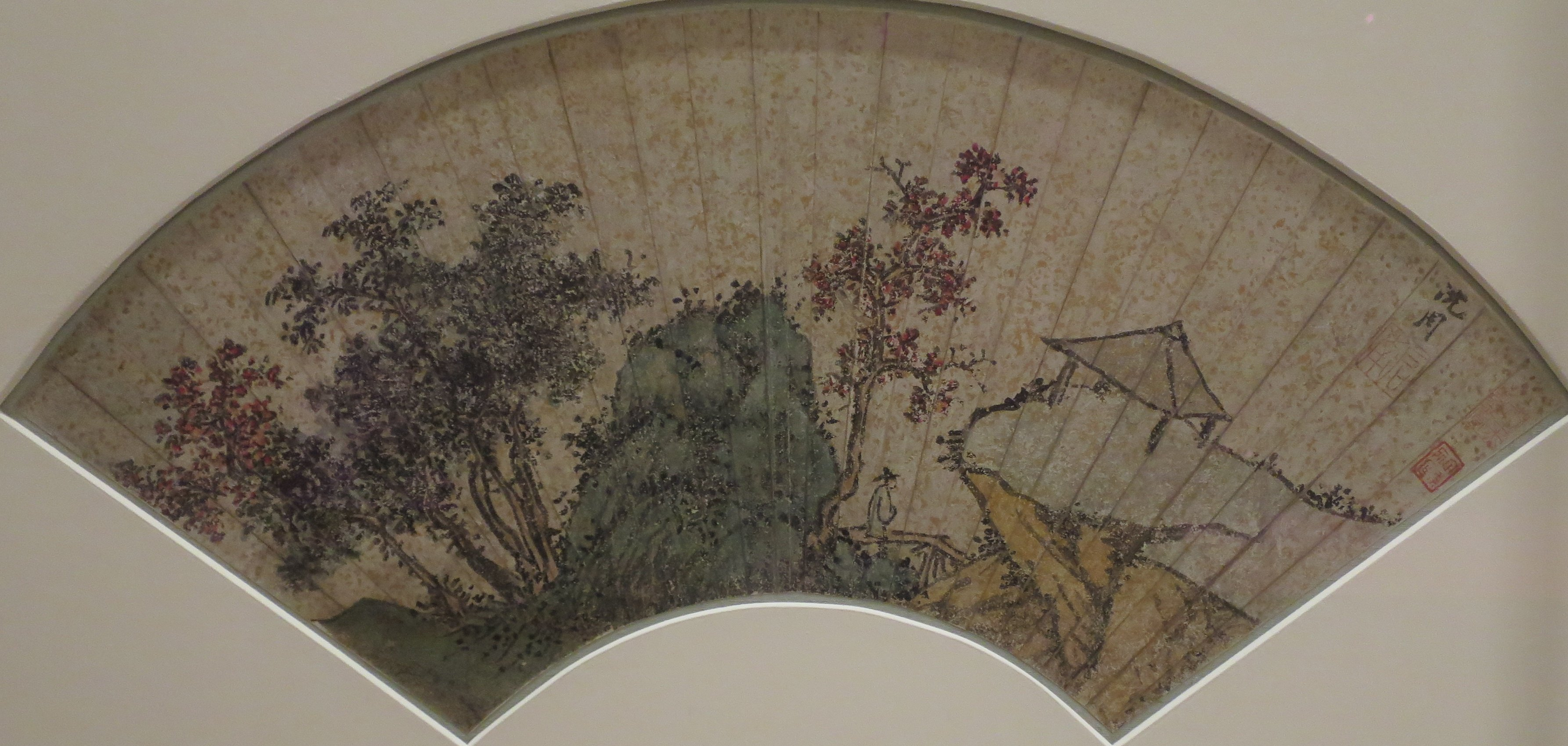
Peisaj de toamnă, pictură de Shen Zhou (Shen Chou, 1427-1509), aflată la Muzeul de Artă din Honolulu.

Shen Zhou s-a născut într-o familie bogată în Xiangcheng, lângă înfloritorul oraș Suzhou, în provincia Jiangsu, China. Genealogia lui urmărește averea familiei sale până la sfârșitul perioadei Yuan, dar numai până la străbunicul patern al lui Shen, Shen Liang-ch’en, care a devenit un proprietar bogat după dizolvarea stăpânirii mongole. După prăbușirea dinastiei Yuan și apariția noii dinastii Ming, funcția de colector de taxe a fost atribuită șefului familiei Shen, sub noul sistem lijia al împăratului Hongwu. Aceasta a dus la creșterea constantă și amplă a bogăției familiei, eliberând în același timp descendenții bărbați ai lui Shen Liang-ch’en din a urma carierele obligatorii ca oficiali Ming și permițându-le să trăiască cea mai mare parte a vieții lor ca artiști-erudiți retrași. La moartea tatălui său, Shen Heng-chi, Shen Zhou a decis să renunțe la examenele oficiale și să-și dedice viața îngrijirii mamei sale văduve, Chang Su-wan. Probabil nu a intenționat niciodată să devină oficial, ci s-a abținut să facă acest lucru în mod evident până când tatăl său a murit. A renunțat astfel la viața unui serviciu oficial, păstrându-și totuși reputația într-un act de evlavie filială. În acest fel, a putut să trăiască o viață retrasă, liberă de responsabilitate (cu excepția celei de a avea grijă de mama sa) și să-și dedice timpul lucrărilor de artă, socializării și contemplării monahale a lumii naturale din jurul său.

## Contextul cultural și istoric
Shen Zhou a trăit într-un punct esențial în istoria picturii chineze și a contribuit foarte mult la tradiția artistică a Chinei, fondând noua școală Wu din Suzhou. Sub dinastia Yuan (1279–1368), pictorii practicaseră cu relativă libertate, cultivând o abordare mai „individualistă”, inovatoare a artei, care s-a abătut considerabil de la stilul mai superficial al maeștrilor Song care i-au precedat. Cu toate acestea, la începutul dinastiei Ming, împăratul Hongwu (1368–1398) a decis să aducă maeștrii pictori existenți la curtea sa din Nanjing, unde a avut capacitatea de a le cultiva stilurile pentru a se conforma picturilor maeștrilor Song. Întrucât Hongwu era renumit pentru încercările sale de a marginaliza și persecuta clasa învățaților, aceasta a fost văzută ca o încercare de a alunga influența nobilității din arte. Stilul dominant al pictorilor de la curtea Ming a fost numit Școala Zhe. Cu toate acestea, în urma ascensiunii împăratului Yongle (1403–1424), capitala a fost mutată de la Nanjing la Beijing, punând o distanță mare între influența imperială și orașul Suzhou. Aceste noi condiții au condus la apariția Școlii de pictură Wu, un stil oarecum subversiv care a reînviat idealul învățatului-pictor inspirat din dinastia Ming.

## Opera
Educația savantă și pregătirea artistică a lui Shen Zhou i-au insuflat respectul pentru tradiția istorică a Chinei, care i-a influențat atât viața, cât și arta de la o vârstă fragedă. A fost desăvârșit în istorie și în clasici, iar picturile sale dezvăluie o supunere disciplinată față de stilurile dinastiei Yuan, față de istoria Chinei și față de confucianismul ortodox pe care l-a întruchipat în viața sa filială. El este cel mai cunoscut pentru peisajele sale și pentru redările florilor, care sunt create cu meticulozitate în stilul maeștrilor Yuan. Cu toate acestea, nu a pictat întotdeauna în limite stricte. Prosperitatea lui moștenită i-a oferit luxul de a picta independent de patroni și a făcut acest lucru într-un mod care, deși dezvăluie influența sa istorică, era unic al lui. Shen deținea o colecție mare de picturi de la sfârșitul dinastiei Yuan și de la începutul dinastiei Ming, pe care el și colegii săi pictori le-au folosit ca modele pentru a crea abordarea renăscută a stilului Wu. A combinat frecvent elemente experimentale cu stilurile mai rigide ale maeștrilor Yuan. O mare parte din munca sa a fost realizată în colaborare cu alții, combinând pictura, poezia și caligrafia la întâlnirile cu prietenii săi literați. Pe aceste idealuri a fost fondată Școala sa Wu. Pentru pictorii Wu, pictura era mai degrabă o meditație decât o ocupație. Shen Zhou nu și-a râvnit niciodată picturile, deși acestea au fost frecvent râvnite și imitate de alții. Prin ochii lui Shen Zhou, un tablou nu era o marfă, ci însăși extensia pictorului însuși.